# (264165) Poehler
Pour l’article homonyme, voir Poehler.
(264165) Poehler est un astéroïde de la ceinture principale.

## Description
(264165) Poehler est un astéroïde de la ceinture principale. Il fut découvert le 14 janvier 2010 aux États-Unis par le programme WISE. Il présente une orbite caractérisée par un demi-grand axe de 3,22 UA, une excentricité de 0,08 et une inclinaison de 16,3° par rapport à l'écliptique.

## Compléments